# Martin Arnold
Pour les articles homonymes, voir Arnold.
Martin Arnold est un réalisateur autrichien né à Vienne (Autriche) en 1959 connu pour ses films de found footage.

## Biographie
Martin Arnold est né à Vienne en 1959. Il étudie la psychologie et l'histoire de l'art à l'université de Vienne. Il est en 1990 le cofondateur de la coopérative de distribution autrichienne Sixpack Film (de).

## Citations
« Le cinéma d'Hollywood est un cinéma d'exclusion, de raccourci et de rejet, un cinéma de refoulement. Il y a toujours autre chose derrière ce qui nous est montré, qui n'est pas représenté. Et c'est précisément cela qui est le plus intéressant à prendre en compte. »
Extrait d'une interview avec Scott Mac Donald, publiée dans sa traduction française dans Bref n°40 (printemps 1999).

## Filmographie
- O.T. – 1, film 16 mm, couleur, muet, 10 min, 1985
- O.T.- 2, film 16 mm, couleur, muet, 10 min, 1986
- Pièce touchée, film 16 mm, n&b, 16 min, 1989
- Passage à l'acte, film 16 mm, n&b, 12 min, 1993
- Jesus Walking on Screen, film-annonce ; 35 mm, n&b, 1 min, 1993
- Kunstraum Remise, film-annonce ; 35 mm, couleur, 1 min, 1994
- Brain Again, film-annonce ; 35 mm, n&b, 1 min, 1994
- Don't - Der Österreichfilm, commande pour les célébrations du Centenaire du Cinéma à Vienne ; 35 mm (Transfert pellicule à partir de video-beta-digital), n&b, 3 min, 1996
- Viennale Spot 1997, film-annonce pour le principal Festival du Film d'Autriche ; 35 mm, n&b, 1 min, 1997
- Alone. Life Wastes Andy Hardy, film 16 mm, n&b, 15 min, 1998
- Casa Blanca, travail en cours ; effectué en vidéo-beta-digital, transféré sur pellicule 16 mm.
- High Noon Loop, installation. Travail en cours ; effectué en vidéo-beta-digital, transféré sur pellicule 16 mm.